# Списька капітула

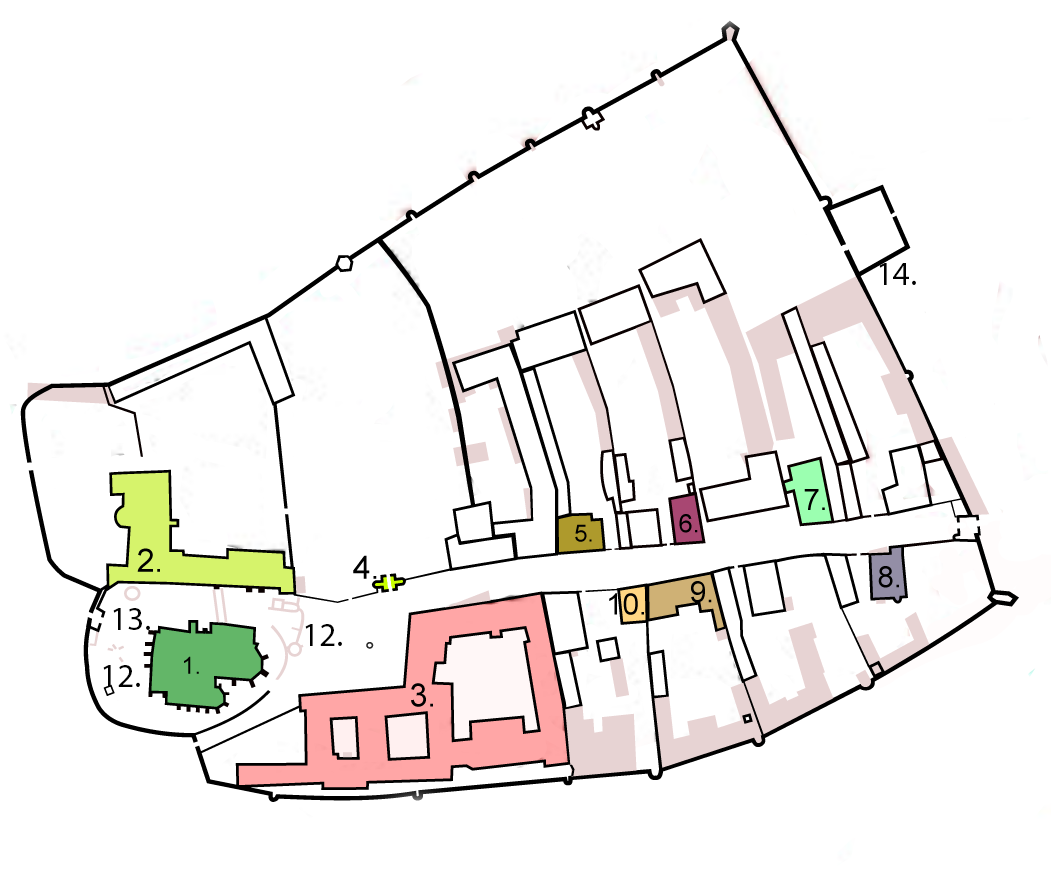
План Списької капітули
1. Собор св. Мартина, 2. Єпископський палац, 3. Семінарія, 4. Годинникова вежа

Списька капітула (словац. Spišská Kapitula, угор. Szepeshely, нім. Zipser Kapitel, лат. Capitulum Scepusiense) — місце перебування спиських єпископів у історичній області північно-східної Словаччини у Центральних Західних  Карпатах і Західних Бескидах. До 1948 року — укріплене церковне містечко, сьогодні — муніципальний округ міста Спиське Підгроддя. Капітула розміщена на східньому схилі пагорба, приблизно за 1,5 км на захід від ринку міста.

## Об'єкт всесвітньої спадщини ЮНЕСКО
Церковне містечко, Списький град та недалеке село Жегра з 1993 року, можна знайти в списку об'єктів Світової спадщини ЮНЕСКО в Словаччині. Об'єкти записані як Левоча, Списький град та пов'язані з ними пам'ятки культури, (Levoča, Spišský Hrad and the Associated Cultural Monuments).
Списька капітула стала головним місцем управління церкви в XII столітті. У 1776 році вона стала резиденцією Списької єпархії. Спиську капітулу через її важливість називають «словацьким Ватиканом».

## Історія

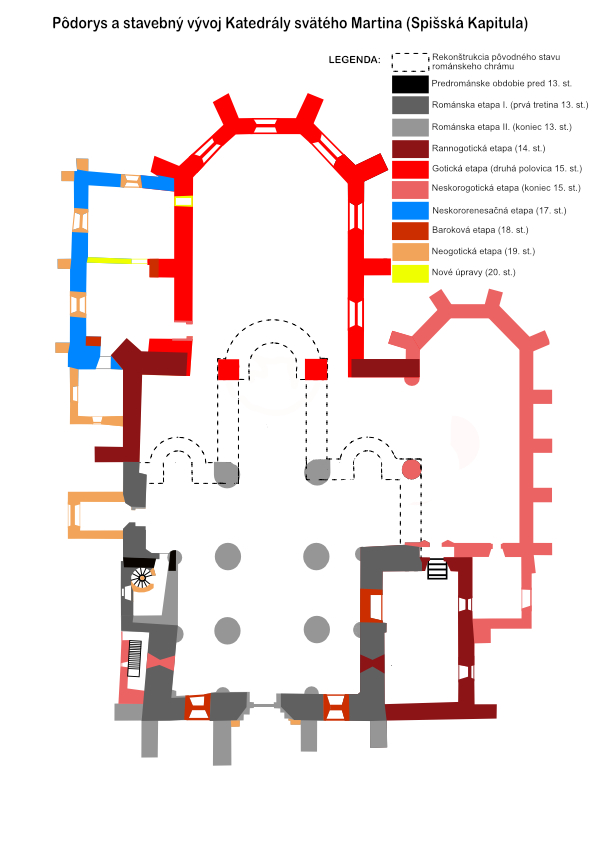
План Собору святого Мартина у Спиській капітулі (нинішній стан)

Головною спорудою Списької капітули є Собор Святого Мартина. Він був побудований між 1245 і 1273 роками у романському стилі з подальшими готичними добудовами. В соборі збереглося багато середньовічних різьблених вівтарів і в ньому поховані багато владик Списького граду. На настінних фресках можна побачити зображення коронації короля Карла І Роберта.
Палац єпископа був побудований одночасно з собором. Раніше недалеко від палацу був французький парк, куди входили через так звану Годинникову вежу.
Крім собору в церковному містечку є колишній монастир, семінарія та одна єдина вулиця з 30-ма будинками. Всі середньовічні споруди разом з Верхньою та Нижньою брамами датуються 1662—1665 роками і винятково добре збереглися.

## Галерея
|                  |
| Списька капітула |

|                                   |
| Собор св. Мартина та Верхня брама |

|           |
| Дзвінниця |

|                   |
| Собор св. Мартина |

|                             |
| Вуличка в Спиській капітулі |

|                             |
| Вуличка в Спиській капітулі |

|                    |
| Єпископський палац |

|                        |
| Подвір'я перед собором |

|             |
| Нижня брама |

|           |
| Семінарія |